# Hit Mania Estate 2020
Hit Mania Estate 2020 New Talent è una compilation di artisti vari facente parte della serie Hit Mania, uscita nei negozi il 7 Agosto 2020.
Sono presenti 4 CD + Rivista, tra questi troviamo il CD1: "Hit Mania Estate 2020", CD2: "Hit Mania Estate 2020 Club Version", CD3: "Reggaeton Mania #4" e il CD4: "EDM Electronic Dance Music #12".
Dopo l'annullamento di Hit Mania Champions 2020 per cause di forza maggiore, Hit Mania torna in campo con un'edizione estiva completamente dedicata ai nuovi talenti della musica House.
Hit Mania lascia sulla sua pagina Facebook una dichiarazione in merito alla scelta di dedicare un'edizione estiva interamente ad artisti emergenti: "Da sempre attenta a promuovere nuovi talenti, nell’anno della pandemia che ha sconvolto il settore musicale, Hit Mania ha deciso di dare ancor più spazio ai produttori, autori, artisti emergenti, quelli più colpiti dalla crisi abbattuta sul settore musicale realizzando una compilation estiva dedicata a loro. Non sarà molto, ma cerchiamo di dare un piccolo sostegno a chi lavora in questo settore."
L'iniziativa non sembra però essere capita dai fans, tanto che l'edizione è stata oggetto di svariate polemiche.
Stando a ciò, quest'edizione che aprirà le danze nel CD1 con "Mon Amour" di Giulia Luzi & Samuel Storm (ex concorrente di X Factor), contiene brani di soli artisti emergenti e per questo motivo, questo volume porterà nel suo nome la precisazione "New Talent".
Si tratta dell'ultima edizione a non portare la più la definizione Dance (assente dalla primavera 2005) in quanto questa verrà reinserita nel volume successivo, tornandosi a chiamate Hit Mania Dance, proprio come agli esordi.
Non è rivelato il nome del DJ che ha mixato la compilation ma questa è stata realizzata con la collaborazione di Radio Studio Più.
La copertina è stata curata e progettata da Gorial.

## Tracce CD1
1. Giulia Luzi feat. Samuel Storm - Mon Amour (Radio Dance Version)
2. Rummolino feat. Twinz - One More Time
3. Elaic & Kaldee feat. Ivas - I'll Go
4. Perfect Street - Past, Present and Future (Hm Version)
5. Athena Zeus - Energy Body (Hm Version)
6. Earl Nelson Jr. - She Likes It (Hm Version)
7. DJ Jay - Don't Make Sense
8. DJ Sone & Kanduveda - Infect Me
9. Filippo Cirri feat. Paola Guadagno - Eivissa
10. Crimson Sound - The Angel (Hm Version)
11. Beautiful Team feat. Fiammetta - Il Ballo Della Sora Assunta
12. Luca Mollo feat. Notaris - Love Top Secret
13. Pony Lu - Gimme The Light (Radio Mix)
14. Luca Mollo feat. Notaris - See The Light
15. Gian3Ro feat. Noemi Amélie - Call My Name Out Loud
16. The Revangels - The Village (Hm Version)
17. Opocaj - Your Love
18. Jacopo Galeazzi - Praise The Sun
19. Enzo Saccone & Mr. Diddy - Sensation
20. Vincent Arena - Blind
21. Steven May & Simone Marino - Hold On Me
22. Giulia Penna - Bacio a Distanza
23. DJ Ago & Meseta - Seeking Love
24. Valentina Vignali feat. LORNB - Vivi e Ridi Sempre

## Tracce CD2
1. Alex Milani feat. Puro Beat - You Don't Know
2. DJ Enry & Fonzie Ciaco - Somebody
3. Mark Storm - Balance Cream
4. Alex Perry feat. Emily - Bachatero
5. DJ Skipper - We Are In The Club
6. Mc Groove vs Cicco DJ - The Sun Is Gonna Shine
7. Crazy Stripes - What Do You Have To Show (HM Version)
8. Dainpeace - Already Know
9. Magnetic Illusions - We Just Dance (HM Version)
10. Tim Chambers - Flavor (HM Version)
11. Crimson Sound - I Love To Be Free (HM Version)
12. Orchestral - Living Yesterday
13. Simone Marino & May - Party Nam
14. DJ Jay - Make That Body Move
15. Zeroone - Taste The Night
16. Kanduveda & DJ Sone - Spectrum Life
17. Indra Leòn - Love On Fire
18. Zeroone & Slatko - Take Me Closer
19. Zeroone & Slatko - Hey Love
20. Wonderful Sensations - Hold My Hand (HM Version)
21. Dj Dabion - Play Ground
22. Jacob Galsen - I'm Not Listening Now
23. Lucia Effe - In Spite Of Everything
24. Zeroone -  Give Me The Try

## Curiosità
La copertina di questa edizione assume un tema molto particolare, non assumerà il tema della spiaggia con mare come in tutte le edizioni precedenti. Essa rappresenta il suo logo, quello della scritta Hit Mania sovrapposta al sole, esso viene circondato da stelle colorate che lo avvolgono tra movimenti dinamici, tema che siamo abituati a vedere nei volumi autunnali Special Edition. Probabilmente in questo caso, per essere in tema con la scritta New Talent presente sotto il sole, la quale rappresenterebbe la nascita di nuove star della musica Pop e House.
Sullo spot, la compilation viene chiamata "Hit Mania Dance Estate 2020" nonostante la definizione Dance fosse assente dal 2005.